# Monongahela (rivier)
De Monongahela is een bevaarbare rivier van ongeveer 210 km lengte in het noorden van West Virginia en het westen van Pennsylvania in de Verenigde Staten.
Ze wordt gevormd door de samenvloeiing van de Tygart Valley River en de West Fork River in Fairmont (Marion County (West Virginia)) en stroomt in noordelijke richting naar Pennsylvania. In Pittsburgh ontstaat de Ohio uit de samenvloeiing van de Monongahela met de Allegheny. De Ohio mondt in de Mississippi uit bij Cairo in de staat Illinois. Het stroombekken van de Monongahela is 19.002 km2 groot.
De belangrijkste zijrivieren zijn de Cheat River die in Point Marion in de Monongahela uitmondt, en de Youghiogheny die in McKeesport uitmondt.
- Gemeinsame Normdatei: 4629706-6
- Library of Congress Control Number: sh85086954
- National Archives and Records Administration: 10043802
- Nationale Bibliotheek van Israël: 987007543541405171
- Virtual International Authority File: 248283758